# Wieża zegarowa w Gostiwarze
Wieża zegarowa w Gostiwarze – wieża zegarowa z XVIII wieku w Gostiwarze w Macedonii Północnej.

## Historia
Wieże zegarowe pojawiły na terenie Imperium Osmańskiego już w XIV wieku. Z jednej strony pomagały w kontroli czasu pracy i handlu, a z drugiej w pilnowaniu godzin muzułmańskiej modlitwy. Wieża w Gostiwarze powstała w XVII wieku za panowania Abu Bakir Paszy. Jej budowniczym w latach 1728/29 był Ismaił Aga, syn Hadżi Jusuf Agi, o czym informuje umieszczona nad drzwiami kamienna tablica. Podczas I wojny światowej drewniane części wieży spłonęły. Została odbudowana w 1986 roku. W 2012 roku wymieniono tynk oraz przebudowano schody. W 2017 roku po dwóch dekadach uruchomiono nie działające mechanizmy zegarowe. Zakup zegarów i oświetlenie wieży sfinansowało Ministerstwo Kultury.
Wieża jest symbolem miasta. Jej sylwetka znalazła się  w herbie i na fladze miasta.